# Louis Mauriès
Cet article possède des homonymes et des paronymes, voir Mauries (homonymie).
Louis Mauriès est un homme politique français né le 18 septembre 1882 à Montans (Tarn) et mort le 21 mars 1961 à Damiatte (Tarn).

## Biographie
Agriculteur, il est le président départemental de l'association catholique de la jeunesse française. Il est député du Tarn de 1919 à 1924, inscrit au groupe de l'Entente républicaine démocratique.